# Eupanacra regularis
Eupanacra regularis là một loài bướm đêm thuộc họ Sphingidae. Nó được tìm thấy ở Ấn Độ và Đông Nam Á, bao gồm Myanma, Thái Lan, Malaysia (Peninsular) và Indonesia (Sumatra, Borneo, Java).
Nó giống với Eupanacra automedon.

## Phụ loài
- Eupanacra regularis regularis
- Eupanacra regularis continentalis (Gehlen, 1930) (India)